# Sekvencer
Sekvencer je elektronický přístroj, který dokáže vytvářet a vysílat sekvence povelů, kterými lze řídit připojené zvukové generátory a vytvářet tak rytmické, melodické či harmonické smyčky a úseky nebo i celé skladby.
Analogové sekvencery produkují posloupnosti pulsů s volitelnou délkou a amplitudou, digitální sekvencery většinou produkují MIDI data. Mnohé digitální sekvencery umožňují i záznam a editaci těchto dat.
Sekvencery jsou součástí bicích automatů, některých analogových nebo digitálních syntetizérů nebo existují jako samostatná zařízení.
V dnešní době byly samostatné sekvencery téměř zcela nahrazeny softwarovými verzemi. Moderní sekvencerové programy umožňují současně s MIDI daty zaznamenávat, zpracovávat a přehrávat i zvukové signály.